# شالابيلار (جبرائيل)
شالابيلار (بالأذرية: Çələbilər (Cəbrayıl)، بالإنجليزية: Chalabilar، بالفارسية: چلبی‌لر (جبراییل): أطلال قرية تقع على بعد 17 كم غرب مدينة جبرائيل، ضمن وحدة داغ توماس الإدارية الإقليمية، مقاطعة جبرائيل، أذربيجان.

## التاريخ
خلال سنوات الإمبراطورية الروسية، كانت قرية شالابيلار جزءًا من مقاطعة جبرائيل، غوبرنية إليزافيتبول. وفقًا لـ "قانون البيانات الإحصائية لسكان منطقة القوقاز، لعام 1886"، كان في قرية شالابيلار، مقاطعة جبرائيل، 7 ديانات يعيش فيها 59 أذربيجانيًا (مدرجين باسم "التتار")، وهم من السنة حسب الديانة، 31 منهم كانوا ممثلين لرجال الدين، والبقية كانوا من الفلاحين.
خلال السنوات السوفيتية، كانت القرية جزءًا من مقاطعة جبرائيل، جمهورية أذربيجان الاشتراكية السوفيتية. تم تسجيل قرية شالابيلار كجزء من مجلس قرية داغ توماس في المنطقة في 1933. كان كامل سكان مجلس القرية في ذلك الوقت يتكونون من الأذربيجانيين( في المصدر- أتراك). في هذا الوقت، كان هناك 19 مزرعة في القرية و121 ساكنًا.
تم الاستيلاء على القرية من قبل القوات الأرمينية في حرب مرتفعات قره باغ الأولى وتم تدميرها.
في 6 أكتوبر 2020، أعلن الرئيس الأذربيجاني إلهام علييف أن قرية شالابيلار تم تحريرها وأصبحت تحت سيطرة القوات المسلحة الأذربيجانية.